# Gerhard Tremer
Gerhard Tremer (* 17. April 1924 in Stammheim am Main; † 31. August 2009 in München) war ein deutscher Bankmanager und von 1972 bis 1991 Mitglied des Vorstandes der Bayerischen Landesbank.

## Leben
Nach prägenden Kriegsjahren und anschließender US-Gefangenschaft begann Tremer 1946 mit dem Studium der Rechtswissenschaften an der Julius-Maximilians-Universität zu Würzburg, wo er regelmäßig das Repetitorium von Kurt Georg Kiesinger besuchte. Nach Abschluss des Studiums begann der Volljurist 1953 seine berufliche Tätigkeit im Bayerischen Staatsministerium der Finanzen, später arbeitete er in der bayerischen Staatsbank. Im Jahr 1961 trat er in den Vorstand der Bayerischen Landesbodenkreditanstalt ein. An der Fusion zwischen diesem Institut und der Bayerischen Gemeindebank zur Bayerischen Landesbank im Jahr 1972 war er maßgeblich beteiligt, fortan stand er bis zu seiner Pensionierung zum Jahresende 1990 unter anderem den Dezernaten Zentrale Disposition, Börse und Emissionsgeschäft vor.

## Ämter
Gerhard Tremer war neben seiner Tätigkeit bei der BayernLB unter anderem Mitglied des Präsidiums der Bayerischen Börse, des Zentralen Kapitalmarktausschusses und Mitglied des Vorstandes des Verbandes öffentlicher Banken. Im Jahr 1982 wurde er zum Honorarprofessor für Währungsrecht an der Universität Würzburg ernannt. Zudem war er unter anderem Mitglied des Aufsichtsrates bei der Bank Hauck&Aufhäuser, der Daimler-Benz AG und der Mannesmann-Sachs AG. Bei der Heilit + Woerner Bau AG und der Baader Bank AG hatte er den Vorsitz des Aufsichtsrates inne.

## Ehrungen
Tremer wurde aufgrund seiner maßgeblichen Mitarbeit an der Fusion der Bayerischen Landesbodenkreditanstalt mit der Bayerischen Gemeindebank der Bayerische Verdienstorden verliehen.
| Personendaten    | Personendaten         |
| ---------------- | --------------------- |
| NAME             | Tremer, Gerhard       |
| KURZBESCHREIBUNG | deutscher Bankmanager |
| GEBURTSDATUM     | 17. April 1924        |
| GEBURTSORT       | Stammheim am Main     |
| STERBEDATUM      | 31. August 2009       |
| STERBEORT        | München               |